# Kelenna Azubuike
Kelenna David Azubuike (Londra, 16 dicembre 1983) è un ex cestista nigeriano con cittadinanza statunitense, professionista nella NBA.